# Эдвардс, Кенни Эрл
Кенни Эрл Эдвардс, больше известный как Райно, англ. Rhino, — барабанщик рок-группы Holyhell и бывший барабанщик группы Manowar. До Manowar Рино играл в проектах локальной известности. В Manowar его привёл ударник Скотт Колумбус, когда уходил из группы.
Псевдоним «Rhino» в переводе с английского означает «Носорог», но сам Кенни утверждает, что его Рино в переводе с индейского — «Великий Гром» .
Кенни Эдвардс женился на девушке, которую встретил в турне Manowar.
С конца 2007 года после ухода из группы Скотта Коламбуса, Райно выступает на концертах вместе с Manowar в качестве барабанщика.
В 2009 году он принял участие в записи альбома группы Джека Старра Burning Starr под названием Defiance. Он записал ударные для всех песен кроме «Black Clouds of Thanos».